# Peter Serafinowicz
Peter Szymon Serafinowicz (ur. 10 lipca 1972 roku w Liverpoolu) – angielski aktor, komik, scenarzysta, reżyser, aktor głosowy i kompozytor.

## Życiorys
Serafinowicz urodził się w Liverpoolu jako syn budowlańca polsko-białoruskiego pochodzenia Szymona Serafinowicza Jr. oraz pracowniczki poczty Catherine, z d. Geary. Uczęszczał do katolickich szkół.
Karierę zaczął w 1993 roku w audycji BBC Radio 1 pt. The Knowledge, będącej satyrą na przemysł muzyczny. Później zaczął pojawiać się w brytyjskich serialach i programach komediowych, w tym w popularnym sitcomie Spaced jako Duane Benzie, rywal Tima Bisleya granego przez Simona Pegga.
W 1999 roku użyczył głosu Darthowi Maulowi (którego grał Ray Park), komandorowi droidów bojowych i zwiadowcy Gungan w filmie George’a Lucasa Gwiezdne wojny: część I – Mroczne widmo.
Wraz z Robertem Popperem stworzył Look Around You, parodię filmów edukacyjnych z lat siedemdziesiątych przeznaczonych dla młodzieży szkolnej (2002, pierwsza seria) oraz programu naukowego BBC Tomorrow's World (2005, druga seria). Pojawił się w niej jako aktor, a także skomponował do niej muzykę pod pseudonimem „Gelg”.
W 2004 roku wystąpił w filmie Edgara Wrighta Wysyp żywych trupów w roli Pete’a, współlokatora głównego bohatera, Shauna (ponownie granego przez Simona Pegga).
W 2007 roku premierę miał The Peter Serafinowicz Show, za który to otrzymał nagrodę Rose d’Or w kategorii „Best Entertainer”. Program nominowany był również do nagrody BAFTA w 2009 roku.
Serafinowicz znany jest z parodiowania znanych osobistości, takich jak Terry Wogan, Paul McCartney, Al Pacino czy Alan Alda.
Grał również w takich serialach, jak Smack the Pony, Hippies (1999), Black Books (2000), Mówi Alan Partridge (2002), Mała Brytania (2003), Murder Most Horrid (1999), Agatha Christie: Miss Marple (2005), Morderca z Whitechapel oraz amerykańskim serialu komediowym Mój najlepszy wróg (2010). Głosu użyczał w serialach animowanych Miasteczko South Park (2006) i Archer (2011) oraz w grze Assassin’s Creed III.
Wyreżyserował teledyski do utworów „I Feel Better”, „Night & Day” i „Don't Deny Your Heart” brytyjskiej grupy Hot Chip.
Jako reżyser filmowy zadebiutuje czarną komedią I See What You Did There, nad którą pracuje wraz z Dannym Wallace’em.

## Życie prywatne
Jego żoną jest angielska aktorka Sarah Alexander, z którą ma dwoje dzieci, syna Sama i córkę Phoebe. Jego brat, James, jest scenarzystą oraz reżyserem; pojawił się w Look Around You oraz The Peter Serafinowicz Show. Ich dziadek, Szymon Serafinowicz Sr, oskarżony był o zbrodnie wojenne, w tym mordowanie Żydów. Został jednak uznany za niezdolnego do odpowiadania przed sądem ze względu na demencję starczą.
Ma 191 cm wzrostu.